# Tetralogie

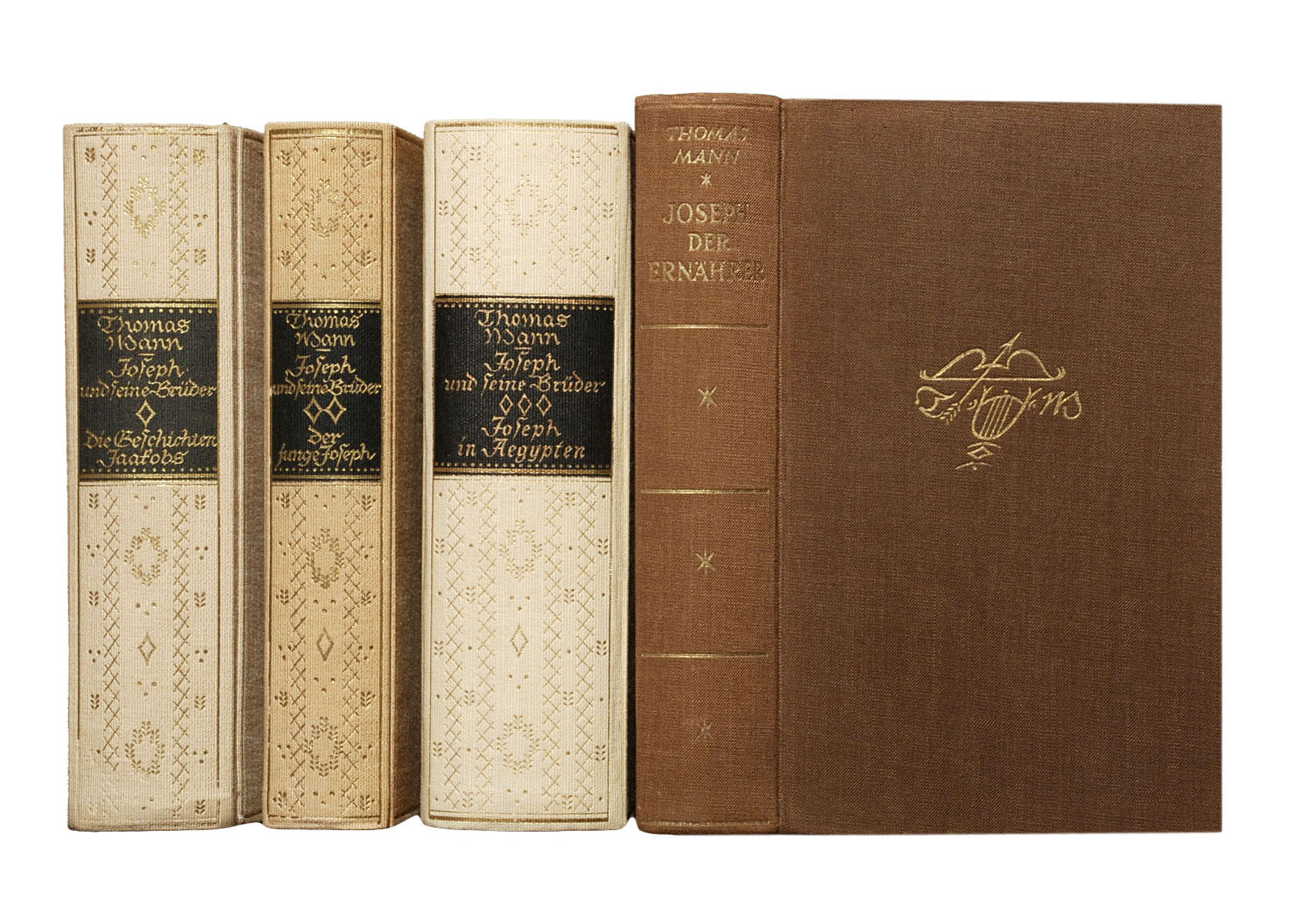
Josef a jeho bratři od Thomase Manna.

Tetralogie je umělecké (nejčastěji literární) dílo o čtyřech relativně samostatných částech, které spolu souvisejí motivicky, látkově nebo problémově.
Původ tetralogie můžeme najít již v antickém Řecku, kdy v Athénách o slavnostech Dionýsových soutěžili řečtí básníci se souborem tří tragédií (viz heslo trilogie) doplněných na tetralogii tematicky spřízněnou tzv. satyrskou hrou. Jen výjimečně byla satyrská hra zastoupena tragédií čtvrtou, např. Alkéstis u Euripida, která však obsahuje celou řadu burleskních prvků. Žádný takový soubor divadelních her se však nedochoval. Satyrské drama Próteus patřící k jediné dochované antické trilogii, k Aischylově Orestei je ztraceno, a Euripidova trilogie (Kréťanky, Alkmeón v Psófidě, Télefos) patřící k Alkéstis se dochovala jen ve zlomcích.

## Příklady tetralogií

### Hudba
- Richard Wagner: Prsten Nibelungův (Zlato Rýna, Valkýra, Siegfried, Soumrak bohů), úvodní část je však někdy považována za prolog a dílo za trilogii.

### Film
Označení filmová tetralogie je pojem zavádějící resp. nemusí být stálý, neboť u komerčně úspěšných filmů mohou být dotáčena jejich další pokračování. Nikdo proto nemůže říci, zdali to, co je dnes charakterizováno jako tetralogie, nebude zítra pentalogií resp. filmovou sérií. V kinematografii má proto tento pojem smysl pouze u výrazně časově ohraničených nebo již definitivně uzavřených děl.
- Rambo: První krev (režie Ted Kotcheff), Rambo II (režie George P. Cosmatos), Rambo III (režie Peter MacDonald), Rambo: Do pekla a zpět (režie Sylvester Stallone).
- Vetřelec (režie Ridley Scott),Vetřelci (režie James Cameron), Vetřelec 3 (režie David Fincher), Vetřelec: Vzkříšení (režie Jean-Pierre Jeunet).
- Indiana Jones (Dobyvatelé ztracené archy, Indiana Jones a chrám zkázy, Indiana Jones a poslední křížová výprava, Indiana Jones a království křišťálové lebky) (režie Steven Spielberg).
- Piráti z Karibiku: Na konci světa, Piráti z Karibiku: Prokletí Černé perly, Piráti z Karibiku: Truhla mrtvého muže (režie Gore Verbinski) a Piráti z Karibiku: Na vlnách podivna (režie Rob Marshall)
- Matrix, Matrix Reloaded, Matrix Revolutions a Matrix Resurrections, režie sourozenci Wachowští